# Chris Mills
Christopher Lemonte Mills (ur. 25 stycznia 1970 w Los Angeles) – amerykański koszykarz, występujący na pozycji skrzydłowego.
W 1988 wystąpił w meczu gwiazd amerykańskich szkół średnich - McDonald’s All-American.

## Osiągnięcia
Na podstawie, o ile nie zaznaczono inaczej.
NCAA
- Uczestnik rozgrywek Sweet Sixteen turnieju NCAA (1991)
- 3-krotny uczestnik turnieju NCAA (1991–1993)
- Mistrz sezonu zasadniczego konferencji PAC-10 (1991, 1993)
- Zawodnik roku konferencji PAC-10 (1993)[3]
- MOP (Most Outstanding Player) turnieju:
  - Great Alaska Shootout (1989)
  - NIT Season Tip-Off (1991)
- Zaliczony do:
  - I składu Pac-10 (1992, 1993)
  - III składu All-American (1993 przez AP, UPI, NABC)

NBA
- Uczestnik Rookie Challenge (1994)